# Шкляри (Ряшівський повіт)
Шкляри (пол. Szklary) — розташоване на Закерзонні село в Польщі, у гміні Гижне Ряшівського повіту Підкарпатського воєводства.
Населення — 923 особи (2011).

## Розташування
Розташоване в південно-східній частині Польщі, приблизно за 8 км на південний схід від Гижного і за 25 км на південний схід від воєводського центру Ряшів, при воєводській дорозі № 835.

## Історія
Село знаходиться на заході Надсяння, де внаслідок примусового закриття церков у 1593 р. зазнало латинізації та полонізації.
У 1904 р. збудована Переворська залізниця зі станцією в Шклярах.
На 1936 р. рештки українського населення становили 4 особи, які належали до греко-католицької парафії Бахір Динівського деканату Перемишльської єпархії (у 1934—1947 рр. Апостольської адміністрації Лемківщини).
У 1975-1998 роках село належало до Ряшівського воєводства.

## Демографія
Демографічна структура станом на 31 березня 2011 року:
|          | Загалом | Допрацездатний вік | Працездатний вік | Постпрацездатний вік |
| -------- | ------- | ------------------ | ---------------- | -------------------- |
| Чоловіки | 453     | 107                | 300              | 46                   |
| Жінки    | 470     | 113                | 262              | 95                   |
| Разом    | 923     | 220                | 562              | 141                  |